# (32774) 1986 VZ
1986 VZ (asteroide 32774) é um asteroide da cintura principal. Possui uma excentricidade de 0.20892670 e uma inclinação de 5.59164º.
Este asteroide foi descoberto no dia 3 de novembro de 1986 por Antonín Mrkos em Kleť.